# Viktor Cathrein
Viktor Cathrein (8 de mayo de 1845 - 10 de septiembre de 1931) fue un sacerdote jesuita, filósofo del derecho y moralista suizo-alemán. En sus inicios y, posteriormente, al tratar temas controvertidos, publicó sus escritos bajo el pseudónimo de N. Siegfried.